# Libia ai Giochi della XXX Olimpiade
La Libia ha partecipato ai Giochi della XXX Olimpiade di Londra che si sono svolti dal 27 luglio al 12 agosto 2012. È stata la 10ª partecipazione degli atleti libici ai giochi olimpici estivi, anche se per 7 edizione ha partecipato con il nome di Gran Giamahiria Araba Libica Popolare Socialista.
Gli atleti della delegazione libica sono stati 5 (4 uomini e 1 donne), in 7 discipline. Alla cerimonia di apertura il portabandiera è stato il nuotatore Sofyan El Gidi, mentre la portabandiera della cerimonia di chiusura è stata Hala Gezah, atleta specializzata nelle gare di velocità.
Nel corso della manifestazione la Libia non ha ottenuto alcuna medaglia, mancando la vincita del primo titolo ai giochi olimpici.

## Atletica leggera
| Q | Qualificato al turno successivo per la posizione in qualificazione                                                           |
| q | Qualificato per il turno successivo per ripescaggio o, negli eventi su campo, conquistando la misura minima per qualificarsi |

### Maschile
Eventi di corsa su pista e strada
| Atleta              | Evento   | Finale    | Finale    |
| Atleta              | Evento   | Risultato | Posizione |
| ------------------- | -------- | --------- | --------- |
| Ilunga Mande Zatara | Maratona | DNF       | DNF       |

### Femminile
Eventi di corsa su pista e strada
| Atleta           | Evento | Batteria  | Batteria  | Quarti di finale | Quarti di finale | Semifinale      | Semifinale      | Finale          | Finale          |
| Atleta           | Evento | Risultato | Posizione | Risultato        | Posizione        | Risultato       | Posizione       | Risultato       | Posizione       |
| ---------------- | ------ | --------- | --------- | ---------------- | ---------------- | --------------- | --------------- | --------------- | --------------- |
| Gretta Taslakian | 100 m  | 13"24     | 5ª        | non qualificata  | non qualificata  | non qualificata | non qualificata | non qualificata | non qualificata |

## Judo
Maschile
| Atleta                 | Evento | 16-esimi             | Ottavi                          | Quarti               | Semifinali           | Ripescaggio          | Med. bronzo          | Finale               | Posizione       |
| Atleta                 | Evento | Avversario Risultato | Avversario Risultato            | Avversario Risultato | Avversario Risultato | Avversario Risultato | Avversario Risultato | Avversario Risultato | Posizione       |
| ---------------------- | ------ | -------------------- | ------------------------------- | -------------------- | -------------------- | -------------------- | -------------------- | -------------------- | --------------- |
| Ahmed Yousef Elkawiseh | -66 kg | Bye                  | M. Farmonov (UZB) P (0002-1011) | non qualificato      | non qualificato      | non qualificato      | non qualificato      | non qualificato      | non qualificato |

## Nuoto e sport acquatici

### Nuoto
Maschile
| Atleta         | Evento         | Batterie | Batterie   | Semifinali      | Semifinali      | Finale          | Finale          |
| Atleta         | Evento         | Tempo    | Classifica | Tempo           | Classifica      | Tempo           | Classifica      |
| -------------- | -------------- | -------- | ---------- | --------------- | --------------- | --------------- | --------------- |
| Sofyan El Gidi | 100 m farfalla | 56"99    | 40º        | non qualificato | non qualificato | non qualificato | non qualificato |

## Sollevamento pesi
Maschile
| Atleta      | Evento | Strappo           | Strappo           | Slancio           | Slancio           | Totale            | Classifica        |
| Atleta      | Evento | Risultato         | Classifica        | Risultato         | Classifica        | Totale            | Classifica        |
| ----------- | ------ | ----------------- | ----------------- | ----------------- | ----------------- | ----------------- | ----------------- |
| Ali Elkekli | -85 kg | non ha gareggiato | non ha gareggiato | non ha gareggiato | non ha gareggiato | non ha gareggiato | non ha gareggiato |